# Phlogochroa flavomacula
Phlogochroa flavomacula är en fjärilsart som beskrevs av M.Gaede 1940. Phlogochroa flavomacula ingår i släktet Phlogochroa och familjen nattflyn. Inga underarter finns listade i Catalogue of Life.